# 橋本忠司
橋本 忠司（はしもと ただし、1898年3月9日 - 1985年9月12日）は、日本の経営者。蝶理社長、会長を務めた。大阪府出身。位階は従四位。

## 経歴
1919年に神戸高等商業学校を卒業。三井物産、東洋曹達工業での勤務を経て、1951年に互洋貿易社長に就任し、1960年1月には蝶理社長に就任。1970年5月に会長に就任し、1978年6月に相談役を経て、1980年6月には顧問に就任。
1970年4月に勲三等旭日中綬章を受章。
1985年9月12日心不全のために死去。87歳没。死没日付をもって従四位に叙された。